# Lycenchelys vitiazi
Lycenchelys vitiazi är en fiskart som beskrevs av Andriashev, 1955. Lycenchelys vitiazi ingår i släktet Lycenchelys och familjen tånglakefiskar. Inga underarter finns listade i Catalogue of Life.